# Cassos (film)
Pour les articles homonymes, voir Cassos.
Ne doit pas être confondu avec Les Kassos.
Pour plus de détails, voir Fiche technique et Distribution.
Cassos est un film français réalisé par Philippe Carrese, sorti en 2012.

## Synopsis
Marc, un assureur de province, médiocre et psychorigide, rentre en contact avec le Milieu pour faire éliminer sa femme, insupportable matrone castratrice.
Chauffeur occasionnel et improbable pour le casse minable d’une bijouterie, Marc est pris en pitié par Toulouse, truand de seconde zone qui, plus par mépris que par compassion, va lui montrer les ficelles du métier à travers plusieurs expériences sur le terrain. Pour Marc, cette série de rencontres et de péripéties s’avère être une révélation. Ce voyage initiatique nocturne lui permettra d’appréhender son potentiel de tueur… toujours psychorigide et médiocre, mais en plus, à présent, dangereux !

## Fiche technique
- Titre original : Cassos
- Réalisation : Philippe Carrese
- Scénario : Philippe Carrese
- Dialogues : Philippe Carrese
- Musique originale : Bruno Carrese
- Musique originale additionnelle : Jérôme Alexandre
- Photographie : Serge Dell'Amico
- Son : Maxime Gavaudan
- Montage son : Romain Huonnic
- Mixage : Jérôme Alexandre
- Montage : Noémie Moreau
- Décors : Franck Mortier
- Costumes : Chantal Castelli
- Pays d'origine :  France
- Tournage : 
  - Langue : français
  - Période prises de vue : 2011
  - Extérieurs dans les Bouches-du-Rhône : Berre-l'Étang
- Producteur : Thierry Aflalou
- Directeur de production : Julia Minguet
- Sociétés de production : Comic Strip Production
- Société de distribution :
- Format : couleur — HD — 2.35:1 (Scope) — son Dolby SRD
- Genre : comédie, film noir, thriller
- Durée : 107 minutes
- Date de sortie : 
  - France : 13 juin 2012
- (fr) Mention CNC : tous publics (visa no 127416)

## Distribution
- Didier Bénureau : Marc
- Simon Astier : Toulouse
- Agnès Soral : Mathilde
- Marie Kremer : Chloé
- Féodor Atkine : l'homme sévère
- Damien Jouillerot : le futur marié
- Élodie Varlet : la future mariée
- Olivier Sitruk : l'amant
- Wojtek Pszoniak : Monsieur Lodz
- Patrick Bosso, Bob Assolen, Michel Lopez : les patrons de bar
- Franck Adrien et Franck Libert : les flics
- Jean-Jérôme Esposito : l'homme du troisième bar